# Ludo Van Campenhout
Pour les articles homonymes, voir Van Campenhout.
Ludo J.M. Van Campenhout, né le 27 novembre 1966 à Schoten est un homme politique belge flamand, ex-membre du OpenVLD, qu'il quitte en 2010 à la suite d'un différend au collège de la ville d'Anvers. Il rejoint alors la N-VA.
Il est licencié en sciences économiques appliquées (UFSIA), option Management en assurances (EHSAL). Ancien assistant d'université, il est administrateur du Entreprise portuaire communale d'Anvers ("Gemeentelijk Havenbedrijf Antwerpen").
Il est chevalier de l'Ordre de Léopold.

## Fonctions politiques
- Échevin d’Anvers depuis 2003.
- Député fédéral du 23 décembre 1999 au 6 mai 2010. (pour OpenVLD)
- Député flamand depuis le 25 mai 2014 (pour N-VA)